# 小居鲁士
小居鲁士，波斯帝国阿契美尼德王朝王子，为大流士二世和帕瑞萨娣丝所生，公元前401年，小居鲁士从小亚细亚起兵叛乱，率领约一万一千七百名希腊雇佣兵东进位争夺王位，被其兄亞他薛西斯二世所败，但他所雇的希腊雇佣兵却成功退却回希腊本土，这件事被色诺芬记录在他的《长征记》里。
小居鲁士的故事和希腊人的撤退的事情被记录在色诺芬所著的远征记。其他的一些记载，可能来自Sophaenetus of Stymphalus，曾被埃福罗斯摘录过。更多的信息来自亞他薛西斯二世的医生，克特西亚斯，由佛提乌摘录；普鲁塔克所著的《亞他薛西斯二世和吕山德的生活》；以及修昔底德所著的《伯罗奔尼撒战争史》。这些是仅有的关于小居鲁士的早期来源。

## 传记
据色诺芬记载，小居鲁士出生在他父亲登基之后。 他有一个哥哥，Arsicas（登基之后改稱「亞他薛西斯二世」），以及2个名叫Ostanes和Oxathres的弟弟。关于居鲁士的幼年，普鲁塔克写道：「居鲁士自幼就展现了刚愎自用和暴躁的性格；亞他薛西斯则是另一面，任何事情上都显得很优雅，能屈能伸。」色诺芬对童年时期的居鲁士有更高的评价。
公元前408年，在阿尔西比亚德斯胜利之后，大流士二世决定继续和雅典的战争并且给予斯巴达人强有力的支持。他命小居鲁士去小亚细亚作为吕底亚和弗里几亚总督主要在卡帕多细亚，成为那边波斯军队的统帅，「小亚细亚地区的军队聚集在Castolos旷野」。这里，居鲁士会见了斯巴达将领吕山德。在他身上，居鲁士发现这个男人愿意支持自己成为王，就像吕山德希望在波斯王子的支持下成为希腊的绝对统治者。因此，居鲁士全力支持伯罗奔尼撒战争中的吕山德，可是拒绝他的继任者卡利克拉提达斯。
在那期间，大流士病倒了，临终前把他的孩子叫到自己身边； 居鲁士把钱给了吕山德然后去了苏萨。 普鲁塔克写道居鲁士的妈妈帕瑞萨娣丝希望把她心爱的儿子扶上王位，「因此，他的父亲大流士现在病了，他被从海上送到了宫庭，从那里出发，满怀希望地说，他将被宣布为王国的继承人。For Parysatis had the specious plea in his behalf, which Xerxes on the advice of Demaratus had of old made use of, that she had borne him Arsicas when he was a subject, but Cyrus when a king. 尽管，她并不是站在大流士一方，可是长子Arsicas已经被宣布为王，改名亞他薛西斯；并且居鲁士保留了吕底亚总督和沿海各省的指挥官的职位。」
大流士死后不久，前404年在亞他薛西斯二世登基期间，替萨斐尼（Ciθrafarna）指责居鲁士想要暗杀他的兄弟，然后居鲁士被逮捕了，可是在帕瑞萨娣丝的乞求下，居鲁士被赦免并送回了他的总督区。根据普鲁塔克所记，他的这次被捕的怨恨使得他比以前更迫切渴望得到这个国家。
吕山德赢得了伊哥斯波塔米戰役，之后斯巴达在希腊世界里变的更有影响力了。居鲁士计划扩充军队在同总督卡里亚提萨斐尼争执之后，about the Ionian towns; 他也假装准备远征皮西迪亚人，一个从未臣服于帝国多的活动于托鲁斯山脉的山地部落。